# Santiago de las Vegas
Pour les articles homonymes, voir Santiago (homonymie).
Santiago de las Vegas est une ville cubaine de la province de La Havane, dépendant da la municipalité de Boyeros. Cette ville, fondée en 1688 joue un rôle économique important (industrie du tabac notamment).

## Patrimoine
On y trouve, au lieudit El Rincón, situé à 4 kilomètres du centre, le sanctuaire Saint-Lazare, qui est un lieu de pèlerinage catholique connu de l’île et a été reconnu par la Conférence des évêques catholiques de Cuba comme sanctuaire national,.

## Nés à Santiago de Las Vegas
- Italo Calvino (1923-1985),  écrivain et philosophe italien
- René Bedia Morales (1923-1956),  révolutionnaire cubain